# Чокрлије
Чокрлије је насеље у општини Бијело Поље у Црној Гори. Према попису из 2003. било је 144 становника (према попису из 1991. било је 141 становника).

## Демографија
У насељу Чокрлије живи 110 пунолетних становника, а просечна старост становништва износи 38,6 година (37,8 код мушкараца и 39,4 код жена). У насељу има 37 домаћинстава, а просечан број чланова по домаћинству је 3,89.
Становништво у овом насељу веома је хетерогено.
|  |

| Демографија | Демографија | Демографија |
| Година      | Становника  | Становника  |
| ----------- | ----------- | ----------- |
|             |             |             |
|             |             |             |
|             |             |             |
|             |             |             |
| 1948.       | 245         |             |
| 1953.       | 225         |             |
| 1961.       | 224         |             |
| 1971.       | 253         |             |
| 1981.       | 169         |             |
| 1991.       | 141         | 141         |
| 2003.       | 155         | 144         |
|             |             |             |

| Етнички састав према попису из 2003.‍ | Етнички састав према попису из 2003.‍ | Етнички састав према попису из 2003.‍ | Етнички састав према попису из 2003.‍ | Етнички састав према попису из 2003.‍ |
| ------------------------------------ | ------------------------------------ | ------------------------------------ | ------------------------------------ | ------------------------------------ |
|                                      |                                      |                                      |                                      |                                      |
| Срби                                 | Срби                                 |                                      | 81                                   | 56,25%                               |
| Црногорци                            | Црногорци                            |                                      | 59                                   | 40,97%                               |
| непознато                            | непознато                            |                                      | 4                                    | 2,77%                                |

| Година пописа     | 1948. | 1953. | 1961. | 1971. | 1981. | 1991. | 2003. |
| ----------------- | ----- | ----- | ----- | ----- | ----- | ----- | ----- |
| Број домаћинстава | 51    | 46    | 45    | 46    | 40    | 44    | 37    |

| Број чланова      | 1  | 2 | 3  | 4 | 5 | 6 | 7 | 8 | 9 | 10 и више | Просек |
| ----------------- | -- | - | -- | - | - | - | - | - | - | --------- | ------ |
| Број домаћинстава | 37 | 4 | 10 | 4 | 6 | 5 | 2 | 3 | 2 | 0         | 1      |

| Пол    | Укупно | Неожењен/Неудата | Ожењен/Удата | Удовац/Удовица | Разведен/Разведена | Непознато |
| ------ | ------ | ---------------- | ------------ | -------------- | ------------------ | --------- |
| Мушки  | 58     | 20               | 36           | 1              | 1                  | 0         |
| Женски | 55     | 10               | 37           | 7              | 1                  | 0         |
| УКУПНО | 113    | 30               | 73           | 8              | 2                  | 0         |

| Пол    | Укупно                    | Пољопривреда, лов и шумарство | Рибарство                            | Вађење руде и камена | Прерађивачка индустрија       |
| ------ | ------------------------- | ----------------------------- | ------------------------------------ | -------------------- | ----------------------------- |
| Мушки  | 14                        | 3                             | 0                                    | 0                    | 2                             |
| Женски | 5                         | 1                             | 0                                    | 0                    | 1                             |
| УКУПНО | 19                        | 4                             | 0                                    | 0                    | 3                             |
| Пол    | Производња и снабдевање   | Грађевинарство                | Трговина                             | Хотели и ресторани   | Саобраћај, складиштење и везе |
| Мушки  | 0                         | 0                             | 0                                    | 0                    | 1                             |
| Женски | 0                         | 0                             | 0                                    | 0                    | 0                             |
| УКУПНО | 0                         | 0                             | 0                                    | 0                    | 1                             |
| Пол    | Финансијско посредовање   | Некретнине                    | Државна управа и одбрана             | Образовање           | Здравствени и социјални рад   |
| Мушки  | 0                         | 0                             | 1                                    | 1                    | 1                             |
| Женски | 0                         | 0                             | 0                                    | 0                    | 2                             |
| УКУПНО | 0                         | 0                             | 1                                    | 1                    | 3                             |
| Пол    | Остале услужне активности | Приватна домаћинства          | Екстериторијалне организације и тела | Непознато            | Непознато                     |
| Мушки  | 0                         | 0                             | 0                                    | 5                    | 5                             |
| Женски | 0                         | 0                             | 0                                    | 1                    | 1                             |
| УКУПНО | 0                         | 0                             | 0                                    | 6                    | 6                             |